# Esther Lavilla Allen
Esther Lavilla Allen (también conocida como Lavilla Esther Allen; Ithaca, Estados Unidos, 28 de mayo de 1834-11 de noviembre de 1903) fue una escritora y poetisa estadounidense. Su primer libro de poemas gozó de cierto éxito y se centró después en la escritura de literatura comprometida con el movimiento por la templanza. 

## Biografía
Aunque nacida en Ithaca, sus padres se trasladaron a Ypsilanti, en Míchigan, cuando era niña, y fue allí donde creció. Se casó en 1851 y vivió desde entonces en Hillsdale.
Aunque escribió algunos versos siendo aún joven, las tareas domésticas y sus estudios la distrajeron de esa actividad. Se centró en su carrera literaria en 1870. Escribió historias y poemas que ocuparon las páginas de importantes publicaciones de la época.
Su obra estuvo siempre comprometida con el movimiento por la templanza.

## Atribución
- Este artículo contiene texto traducido desde una publicación que se encuentra ahora en dominio público: Willard, Frances Elizabeth; Livermore, Mary Ashton Rice (1897). American Women: Fifteen Hundred Biographies with Over 1,400 Portraits : a Comprehensive Encyclopedia of the Lives and Achievements of American Women During the Nineteenth Century. Mast, Crowell & Kirkpatrick.

- Datos: Q37999502
- Multimedia: Lavilla Esther Allen / Q37999502